# Paku Alam III

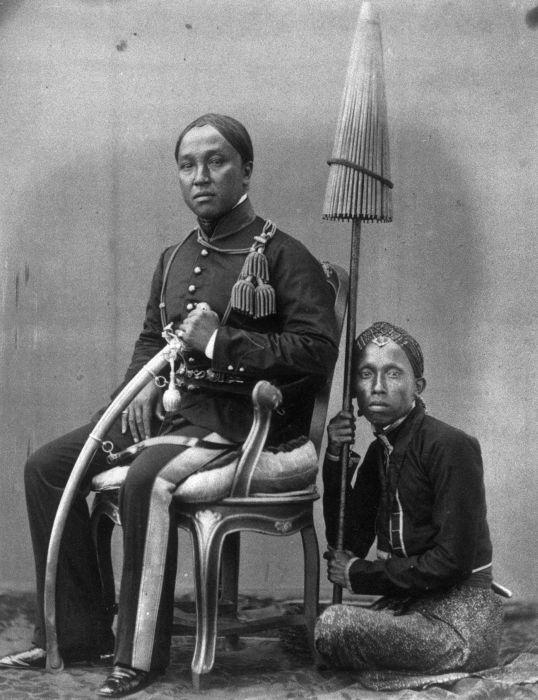
Pangeran Adipati Soerio Sasra Ningrat

Paku Alam III (ook: Pakoe Alam III) (20 december 1827 - 17 oktober 1864) was van 1858 tot 1864 de zelfregerende vorst van Pakualaman, een vorstendom op centraal Java in Indonesië. Hij volgde zijn vader Paku Alam II op als Kanjeng Gusti Pangeran Adipati Surya Sasraningrat.
De titel Paku Alam dragen de heersers officieel pas na hun veertigste. Javaanse vorsten veranderen van naam wanneer zij van positie veranderen en bijvoorbeeld volwassen, prins of kroonprins worden. Paku Alam III wordt ondanks zijn overlijden op 37-jarige leeftijd in de literatuur als Paku Alam aangeduid. Deze vorst heette als kind Sasraningrat.
De vorst was vazal van Yogyakarta en indirect van Nederland. De heersers van de zelfregerende vorstendommen Surakarta, Yogyakarta, Mangkunegaran en Pakualaman hadden een hoge status. De volledige titel van de vorst was Kanjeng Gusti Pangeran Adipati Arya Paku Alam III.
Sasraningrat werd geboren op 20 december 1827. Voordat hij heerser van het vorstendom werd hielp hij al zijn vader. Nadat zijn vader gestorven was werd GPH Sasraningrat gekroond op 19 december 1858 met de titel Kanjeng Gusti Pangeran Adipati Surya Sasraningrat. 